# Moucherolle à poitrine olive
Myiophobus cryptoxanthus
Ne doit pas être confondu avec Moucherolle olive, Moucherolle à côtés olive, Moucherolle à poitrine ocre, Moucherolle à poitrine grise ou Moucherolle à poitrine fauve (homonymie).
Espèce
Synonymes
- Myiobius cryptoxanthus

Statut de conservation UICN

 LC  : Préoccupation mineure
Le Moucherolle à poitrine olive (Myiophobus cryptoxanthus), également appelé Moucherolle de Zamora, est une espèce de passereau placée dans la famille des Tyrannidae.

## Systématique
Le Moucherolle à poitrine olive a été décrit en 1861 par Philip Lutley Sclater sous le nom scientifique de Myiobius cryptoxanthus.

## Distribution
Cet oiseau peuple les Andes orientales de l'Équateur et du nord du Pérou.